# Evesham
Evesham – miasto w Wielkiej Brytanii. w Anglii w hrabstwie Worcestershire pomiędzy Cheltenham, Worcester i Stratford-upon-Avon, początkowo powstało w wąwozie rzeki Avon. Otaczająca miasto dolina ma dogodne warunki do uprawy drzew owocowych i ogrodnictwa. W mieście mieszka ponad 22 tys. osób.

## Historia
W roku 1265 stoczono bitwę pod Evesham pomiędzy armią królewską dowodzoną przez księcia Edwarda, a wojskami zbuntowanych baronów dowodzonymi przez Szymona z Montfort.

## Miasta partnerskie
- Dreux
- Melsungen
- Evesham Township